# اس‌اس کارندلت
اس‌اس کارندلت (به انگلیسی: SS Carondelet) یک کشتی مهاجرتی بود که از سال ۱۸۷۷ تا سال ۱۸۷۸ مهاجران را از هاوانا به نیویورک منتقل می‌کرد.